# Milan Kučan
Milan Kučan (ur. 14 stycznia 1941 w Križevci) – słoweński polityk i prawnik, długoletni działacz komunistyczny w Socjalistycznej Federacyjnej Republice Jugosławii, pierwszy prezydent niepodległej Słowenii w latach 1991–2002.

## Życiorys
Urodził się w rodzinie protestanckiej. Jego ojciec został zabity przez Niemców za działalność w ruchu oporu. W 1964 Milan Kučan ukończył studia prawnicze na Uniwersytecie Lublańskim.
Od 1958 członek słoweńskiej partii komunistycznej, na bazie której powstał Związek Komunistów Słowenii (ZKS), wchodzący w skład Związku Komunistów Jugosławii (SKJ). Długoletni aktywista Związku Socjalistycznej Młodzieży Słowenii, był etatowym działaczem komunistycznej młodzieżówki i przewodniczącym jej komitetu centralnego w latach 1968–1969. Później był członkiem komitetu centralnego ZKS (do 1973) i sekretarzem słoweńskiego oddziału SSRNJ (do 1978), masowej komunistycznej organizacji pracowniczej. W latach 1978–1982 przewodniczył parlamentowi Socjalistycznej Republiki Słowenii. Od 1982 członek prezydium KC Związku Komunistów Jugosławii, a od 1986 przewodniczący KC Związku Komunistów Słowenii.
Był przedstawicielem reformatorskiego skrzydła partii komunistycznej i jednym z inicjatorów przeprowadzenia w Słowenii w kwietniu 1990 wielopartyjnych wyborów. W tym samym miesiącu wybrany w drugiej turze głosowania na przewodniczącego prezydium Socjalistycznej Republiki Słowenii (otrzymał 58,4% głosów). Wspierał działania na rzecz niepodległości, co zakończyło się deklaracją suwerenności z 25 czerwca 1991. Kierował państwem w trakcie tzw. wojny dziesięciodniowej. W powszechnych wyborach w 1992 i 1997 wybierany na prezydenta Słowenii każdorazowo w pierwszej turze (otrzymał odpowiednio 63,9% głosów i 55,5% głosów). Urzędowanie zakończył 22 grudnia 2002, kiedy to zastąpił go Janez Drnovšek.

## Odznaczenia
- Złoty Order Wolności (Słowenia, 2003)[4][5]
- Krzyż Wielki Orderu Piusa IX (Watykan, 1993)[2]
- Łańcuch Orderu Pro Merito Melitensi (Zakon Maltański, 1995)[2]
- Krzyż Wielki Orderu Zasługi Republiki (Węgry, 1997)[2]
- Order Krzyża Ziemi Maryjnej I klasy (Estonia, 1997)[2][6]
- Order Zbawiciela (Grecja, 1999)[2]
- Łańcuch Orderu Infanta Henryka (Portugalia, 2000)[7]
- Order Podwójnego Białego Krzyża I klasy (Słowacja, 2001)[2]
- Order Słonia (Dania, 2001)[2][8]
- Wielki Order Króla Tomisława (Chorwacja, 2001)[2][9]
- Krzyż Wielki Orderu św. Michała i św. Jerzego (Wielka Brytania, 2001)[2]
- Łańcuch Orderu Izabeli Katolickiej (Hiszpania, 2002)[2]
- Order Gwiazdy Rumunii (Rumunia, 2002)[2]
- Łańcuch Orderu Trzech Gwiazd (Łotwa, 2002)[10]
- Order Orła Białego (Polska, 2002)[11]
- Honorowe obywatelstwo Lublany (2007)[12]